# 納塔爾尖鼻魨
納塔爾尖鼻魨為輻鰭魚綱魨形目四齒魨亞目四齒魨科的其中一種，為亞熱帶海水魚，分布於西印度洋區，包括南非、莫三比克、留尼旺、模里西斯、馬達加斯加等海域，棲息深度0-15公尺，體長可達8.6公分，棲息在底層水域，生活習性不明。